# Петровка (Нижнедевицкий район)
Петровка — посёлок в Нижнедевицком районе Воронежской области.
Входит в состав Ново-Ротаевского сельского поселения.

## География

### Улицы
- ул. Юбилейная